# Йон Томаркин
Йон Томаркин (на иврит: יון תומרקין) е израелски актьор и певец, известен най-вече с ролята си на Лео в сериала „Split“.

## Биография
Роден е на 22 юли 1989 г. в Яфа, Израел. Той е най-младият син на Наама Томаркин и артистът Игал Томаркин. Неговият дядо е немски актьор и режисьор Мартин Хилбърг. Когато е на 13 години, родителите на Йон се развеждат и той се премества в Тел Авив с майка си. Учи в гимназията „Tichon Ironi Alef“ и получава диплома за изкуство.

## Кариера
Като дете Йон се появява множество телевизионни реклами. Той получава първата си професионална актьорска работа, когато е на 12 години във филма „Shisha Million Rasism“. След това кариерата му продължава с водеща роля в телевизионен сериал, наречен „Napoleon Hills Kids“.
През 2009 участва, заедно с Амит Фаркаш в сериала „Split“, като влиза в ролята на Лео, 600-годишен вампир, който изглежда като тийнейджър. Сериалът пожънва успех в Израел, като се излъчва и в 78 други държави, включително и България. От 2009 до 2012 Томаркин е награден 4 пъти по ред за най-добър актьор от израелската телевизия.
През 2012 той играе главната роля в награждаваната израелска драма, филма „Rock the Casbah“. През 2014 Йон получава главната роля в телевизионния сериал „The Nerd Club“.
През 2015 Томаркин участва заедно с Яел Гробглас и Даниел Джейдлин в „Йерусалим“, израелски филм на ужасите на английски език.

## Личен живот
По време на снимките на „Split“ Йон се запознава с Амит Фаркаш и двамата стават двойка.  След като се разделят, Томаркин излиза с модела Алекса Тамари, но въпреки това, тяхната връзка приключва през август 2014.

## Филмография
- Shisha Million Rasisim (2001)
- Napoleon Hills Kids (2001 – 2003)
- Ha-E (2007)
- Hasufim (2008)
- Split (2009 – 2011)
- 2048 (2010)
- Simaney She'ela (2011)
- Rock the Casbah (2012)
- Sassi Keshet Never Eats Falafel (2013)
- Bitter Lemon (2013)
- The Arbitrator (2013 – 2014)
- The Nerd Club (2014)
- Jeruzalem (2015)